# Arisaig
Arisaig är en by i Highland i Skottland. Byn är belägen 11 km från Mallaig. Orten har 419 invånare (2011). Byn är känd från filmen ”Local Hero”.